# Ednaswap
Ednaswap è stato un gruppo musicale rock statunitense formatosi a Los Angeles nel 1993 e scioltosi nel 1999.

## Storia
Nel 1993 Scott Cutler e Anne Preven invitarono Rusty Anderson, e Paul Bushnell ad unirsi al loro nuovo gruppo chiamato Ednaswap. Anne Preven scelse questo nome dopo aver sognato di essere in un gruppo con quel nome che, durante un concerto, fece fiasco.
Poco dopo aver registrato una demo acustica, il gruppo firmò un contratto con la EastWest Records. L'album di debutto omonimo venne pubblicato nel 1995, ma non ebbe un'ampia tiratura. Dopo la pubblicazione dell'album, il gruppo rescisse il contratto con la EastWest e ricevette una proposta di contratto dalla Island Records.
Nel 1997 la band pubblicò Wacko Magneto. Uno dei brani contenuti nell'album, Torn, divenne celebre grazie alla cover incisa da Natalie Imbruglia. Tuttavia il gruppo non incontrò l'interesse del pubblico, e il gruppo si sciolse il 12 aprile 1999, dopo la pubblicazione del terzo album Wonderland Park.

## Formazione
Ultima
- Anne Preven – voce
- Scott Cutler – chitarra
- Rusty Anderson – chitarra
- Paul Bushnell – basso
- Scot Coogan – batteria

## Discografia

### Album in studio
- 1995 – Ednaswap
- 1997 – Wacko Magneto
- 1998 – Wonderland Park

### EP
- 1996 – Chicken